# St. Marien (Tolk)

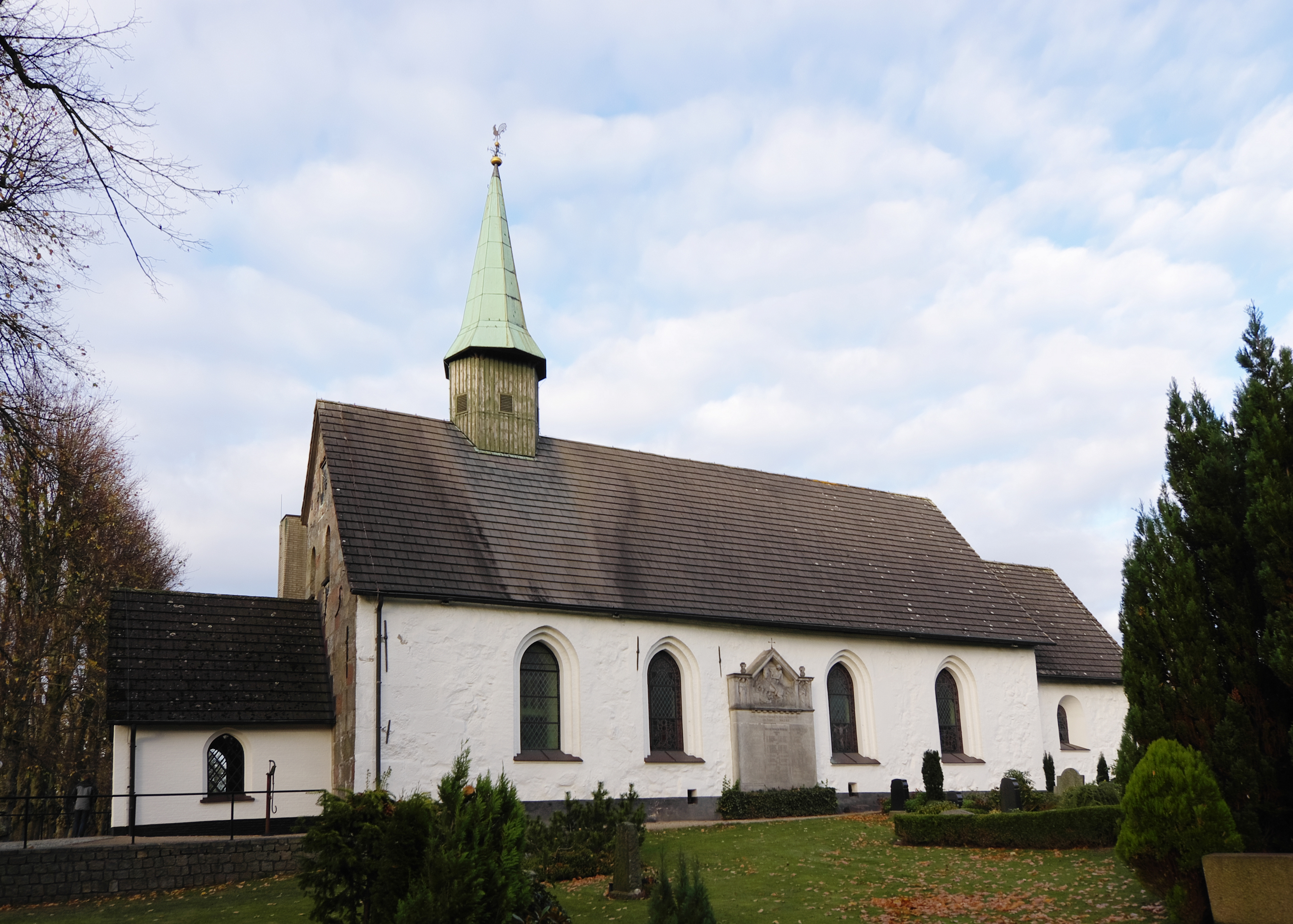
St. Marien (Tolk)

Die Kirche St. Marien  in Tolk, einer Gemeinde im Kreis Schleswig-Flensburg in Schleswig-Holstein. Sie gehört zur Kirchengemeinde Angeln-Süd im Kirchenkreis Schleswig-Flensburg der Evangelisch-Lutherischen Kirche in Norddeutschland. Sie ist ein geschütztes Kulturdenkmal mit der Objekt-ID 5141 im Denkmalschutzgesetz.

## Beschreibung
Die Feldsteinkirche aus dem 12. Jahrhundert wurde später verputzt. Die Saalkirche besteht aus einem Langhaus und einem eingezogenen, gerade geschlossenen Chor im Osten. An der Nordwand des Kirchenschiffs sind noch einige kleine romanische Fenster zu erkennen, während die Fenster der Südwand später vergrößert wurden.
Das Langhaus wurde im Spätmittelalter nach Westen mit dicken Mauern verlängert, möglicherweise, um darüber einen Kirchturm zu bauen. Stattdessen wurde im 16. oder 17. Jahrhundert dem Satteldach des Langhauses ein sechseckiger Dachreiter aufgesetzt, der hinter den Klangarkaden den Glockenstuhl beherbergt und der mit einem spitzen Helm bedeckt wurde. 
1863 wurde im Westen ein Anbau angefügt, in dem sich das Vestibül hinter dem Portal befindet. In ihm befindet sich ein Opferstock.
Langhaus und Chor sind mit hölzernen Flachdecken gedeckt. An der Decke des Chores wurde 1846 ein Auge Gottes gemalt.

## Ausstattung
Das älteste Stück der Kirchenausstattung ist der romanische Taufstein aus der Erbauungszeit der Kirche, von dem nur die Kuppa erhalten ist. Diese steht auf einem wohl etwa gleichaltrigen umgekehrten Weihwasserbecken.
Die spätgotische Triumphkreuzgruppe im Chorbogen wird auf 1470/80 datiert.
Die an der Wand hängende Kanzel im Stil der späten Renaissance ist ein Werk aus dem frühen 17. Jahrhundert und wird dem Umkreis der Ringerink-Werkstatt zugeordnet. Wie ihr Parallelstück in der St.-Ursula-Kirche in Böel zeigt sie auf den fünf Brüstungsfeldern des Korbes Reliefs Szenen aus dem Leben Jesu zwischen Frauenfiguren, die die Tugenden symbolisieren. Auf dem Schalldeckel sind vier Apostel dargestellt.
Das neugotische Altarretabel, für das Carl Andreas August Goos das Altarbild nach dem Vorbild von Leonardo da Vincis Abendmahl malte, wurde bei der Renovierung 1972 entfernt. Das Bild hängt nun an der Südwand des Kirchenschiffs. Im Chor steht nun ein schlichter Tischalter vor dem wieder geöffneten Ostfenster, für das Dagmar Schulz-Roß die farbige Verglasung schuf.
Die Orgel wurde um 1975 von dem Orgelbauer Andreas Andresen errichtet.

## Gemeinde
Am 1. Oktober 2021 fusionierte die Kirchengemeinde Tolk mit den Gemeinden Thumby-Struxdorf, Böklund, Uelsby, Brodersby-Kahleby-Moldenit, Nübel und Taarstedt zur Kirchengemeinde Angeln-Süd mit vier Pastoren. Zur Gemeinde gehören insgesamt zehn mittelalterlichen Kirchen  Das Kirchenbüro befindet sich in Tolk.